# Skou
Le skou est une langue papoue parlée en Indonésie, à l'Est de Jayapura dans la province de Papouasie.

## Classification
Le skou est une des langues sko, une des familles de langues papoues.

## Sources
- (en) Mark Donohue, 2002, Which Sounds Change: Descent and Borrowing in the Skou Family, Oceanic Linguistics 41:1, pp. 171-221.
- (en) Harald Hammarström, Robert Forkel, Martin Haspelmath, Sebastian Bank, Glottolog, Nuclear Skou.